# Mont Orel
Le mont Orel est une montagne des Alpes culminant à 2 563 m d'altitude dans le massif du Parpaillon, entre Saint-André-d'Embrun et Crévoux dans le département des Hautes-Alpes en France.